# 齒尾綠蝦蛄
齒尾綠蝦蛄（学名：Clorida denticauda）为蝦蛄科綠蝦蛄屬下的一个种。